# Betrayer
Betrayer è un singolo del gruppo musicale statunitense Trivium, pubblicato il 15 ottobre 2017 come terzo estratto dal loro ottavo album in studio The Sin and the Sentence.
Il brano è stato nominato al Grammy Award alla miglior interpretazione metal nel 2019.

## Descrizione
Parlando del brano, il cantante e chitarrista Matthew Heafy ha detto:

## Tracce
Testi e musiche dei Trivium.
1. Betrayer – 5:27

## Formazione
- Matthew K. Heafy – voce, chitarra
- Corey Beaulieu – chitarra
- Paolo Gregoletto – basso
- Alex Bent – batteria, percussioni